# Maurice Fournier
Maurice Fournier (ur. 18 stycznia 1933 w Lassigny, zm. 28 czerwca 2024) – francuski lekkoatleta, skoczek wzwyż.
Dwukrotnie startował na igrzyskach olimpijskich (Melbourne 1956 – 11 miejsce) i (Rzym 1960 – 14 miejsce). Zdobył dwa złote medale igrzysk śródziemnomorskich (Barcelona 1955 oraz Bejrut 1959). Do jego osiągnięć należy również osiem medali mistrzostw Francji: dwa złote (1959, 1963), pięć srebrnych (1955, 1956, 1957, 1960, 1961) i jeden brązowy (1962).
Swój rekord życiowy (2,07 m) ustanowił 23 lipca 1960 w Colombes.